# Vlag van Meix-devant-Virton
De vlag van Meix-devant-Virton is op 4 maart 2003 bij raadsbesluit vastgesteld als de vlag van de gemeente Meix-devant-Virton in de Belgische provincie Luxemburg. De vlag kan als volgt worden beschreven:
Rood met vijf witte speerpunten geplaatst op 2 en 3 en een dunne verticale baan langs de broeking, horizontaal verdeeld in tien banen van blauw en wit.
De vlag werd pas op 17 juli 2003 bevestigd door de Franse Gemeenschapsregering. De vlag is gebaseerd aan het gemeentewapen.